# Laurent Ravix
Laurent Ravix, né le 28 avril 1921 à Monte-Carlo et mort le 15 octobre 1992 à Bergerac, est un militaire français, compagnon de la Libération.

## Décorations
- Officier de la Légion d'honneur
- Compagnon de la Libération par décret du 17 novembre 1945[1]
- Croix de guerre 1939–1945 (3 citations)
- Médaille de la Résistance française par décret du 24 avril 1946[2]
- Médaille coloniale avec agrafes Bir-Hakeim, Libye, Tunisie, Extrême-Orient
- Chevalier de Sowathara